# Болаг
Болаг (перс. بلاغ) — село в Ірані, у дегестані Таразнагід, у Центральному бахші, шагрестані Саве остану Марказі. За даними перепису 2006 року, його населення становило 53 особи, що проживали у складі 11 сімей.

## Клімат
Середня річна температура становить 13,47 °C, середня максимальна – 31,93 °C, а середня мінімальна – -8,45 °C. Середня річна кількість опадів – 261 мм.
| Клімат поселення                              | Клімат поселення | Клімат поселення | Клімат поселення | Клімат поселення | Клімат поселення | Клімат поселення | Клімат поселення | Клімат поселення | Клімат поселення | Клімат поселення | Клімат поселення | Клімат поселення | Клімат поселення |
| Показник                                      | Січ.             | Лют.             | Бер.             | Квіт.            | Трав.            | Черв.            | Лип.             | Серп.            | Вер.             | Жовт.            | Лист.            | Груд.            |                  |
| Середній максимум, °C                         | 8,59             | 10,11            | 15,48            | 21,80            | 26,20            | 31,11            | 31,93            | 30,91            | 27,20            | 21,48            | 14,98            | 8,86             |                  |
| Середня температура, °C                       | 0,07             | 1,58             | 6,96             | 13,28            | 17,68            | 22,58            | 25,94            | 24,93            | 21,20            | 15,50            | 8,99             | 2,88             |                  |
| Середній мінімум, °C                          | −8,45            | −6,93            | −1,56            | 4,76             | 9,16             | 14,07            | 19,94            | 18,94            | 15,23            | 9,52             | 3,00             | −3,1             |                  |
| Норма опадів, мм                              | 37               | 36               | 47               | 36               | 29               | 4                | 1                | 1                | 0                | 11               | 23               | 36               |                  |
| Середньомісячна швидкість вітру, м/с          | 1.94             | 2.33             | 3.14             | 3.14             | 2.70             | 2.59             | 2.70             | 2.50             | 2.25             | 2.24             | 1.85             | 1.67             |                  |
| Середньомісячна сонячна радіація, кДж/м²·день | 8640             | 11759            | 14411            | 18030            | 22125            | 26591            | 25968            | 23800            | 20410            | 14927            | 10705            | 8618             |                  |
| --------------------------------------------- | ---------------- | ---------------- | ---------------- | ---------------- | ---------------- | ---------------- | ---------------- | ---------------- | ---------------- | ---------------- | ---------------- | ---------------- | ---------------- |
| Джерело:                                      |                  |                  |                  |                  |                  |                  |                  |                  |                  |                  |                  |                  |                  |